# Al Kaline
Albert William "Al" Kaline (Baltimore, 19 de dezembro de 1934 – Bloomfield Hills, 6 de abril de 2020) foi um beisebolista estadunidense pertencente à Major League Baseball e membro da Baseball Hall of Fame.
Morreu no dia 6 de abril de 2020 em Bloomfield Hills, aos 85 anos.